# Vättermeer
Het Vättermeer (Zweeds: Vättern) ligt in Zuid-Zweden. Met een grootte van 1893 km² en inhoud van 77,6 km³ is het het op een na grootste meer van Zweden. Alleen het Vänermeer is groter.

## Ligging
Het is circa 128 kilometer lang en 30 km breed. Het diepste punt is 128 meter. Het meer is ontstaan door slenkvorming. De wateraanvoer is geringer dan de afvoer (via Motala en het Götakanaal naar de Oostzee). Het verschil wordt blijkbaar door onderaardse waterstromen aangevuld. De oevers zijn plaatselijk zeer steil en bieden veel natuurschoon.
Bekende plaatsen aan het meer zijn: Jönköping/Huskvarna, Motala, Gränna, Vadstena en Karlsborg. Bij Alvastra op de oostelijke oever zijn resten van prehistorische nederzettingen gevonden.
Het grootste eiland in dit meer heet Visingsö, het heeft een oppervlakte van 2504 hectare.

## Klimaat
Door zijn omvang heerst er een gematigd klimaat met minder koude winters en koelere zomers. Er valt wel relatief meer neerslag door verdamping uit het meer.

## Trivia
- In 1918 verdronk kunstenaar John Bauer samen met zijn vrouw en zoontje in het Vättermeer, toen de veerboot waarop ze zaten, zonk.

## Galerij

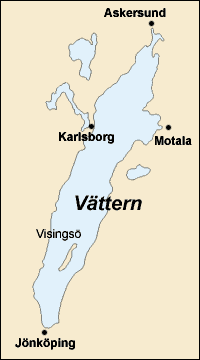
Kaart met belangrijke plaatsen
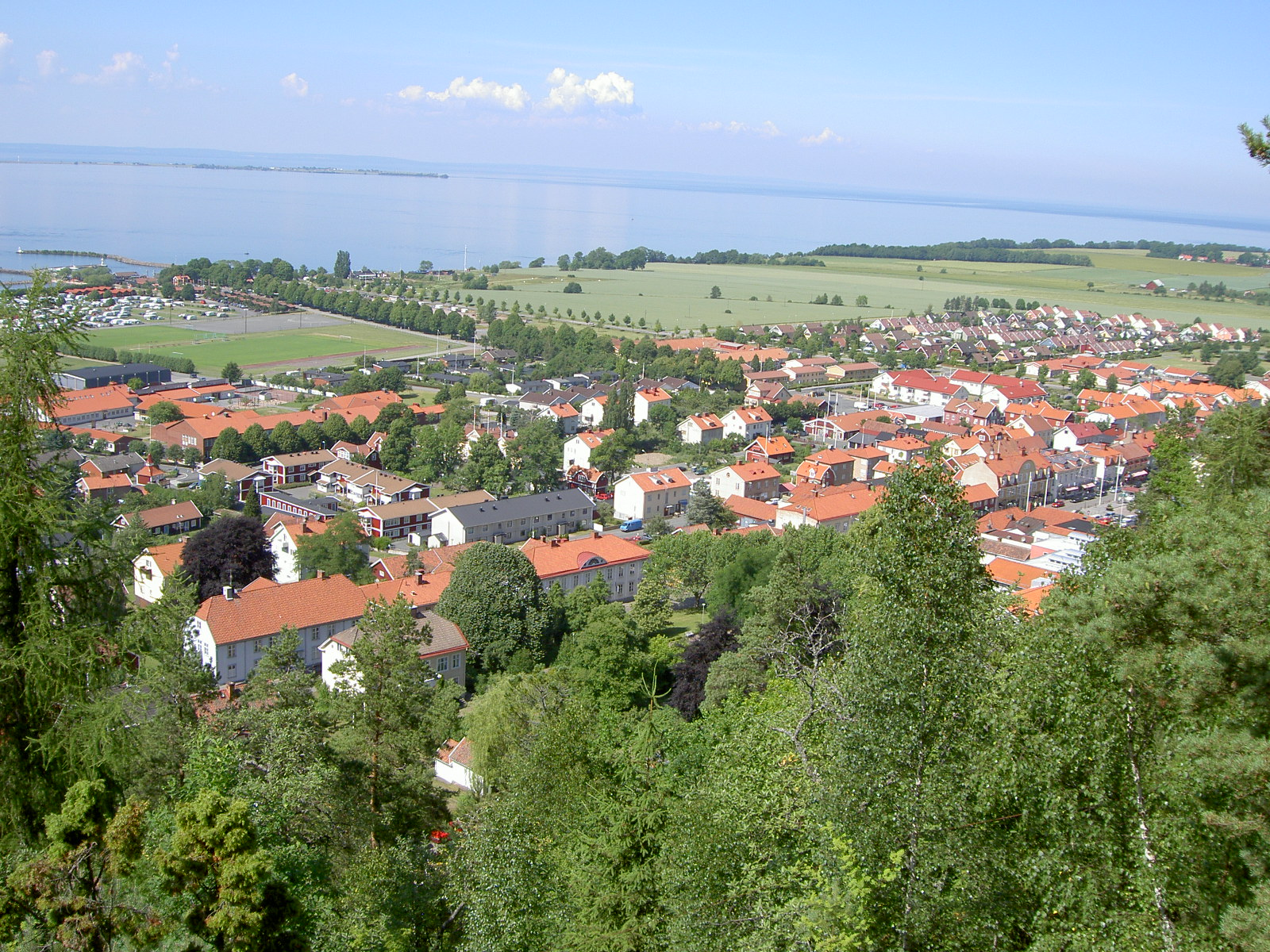
Zicht op meer vanuit Gränna, met in de verte het eiland Visingsö
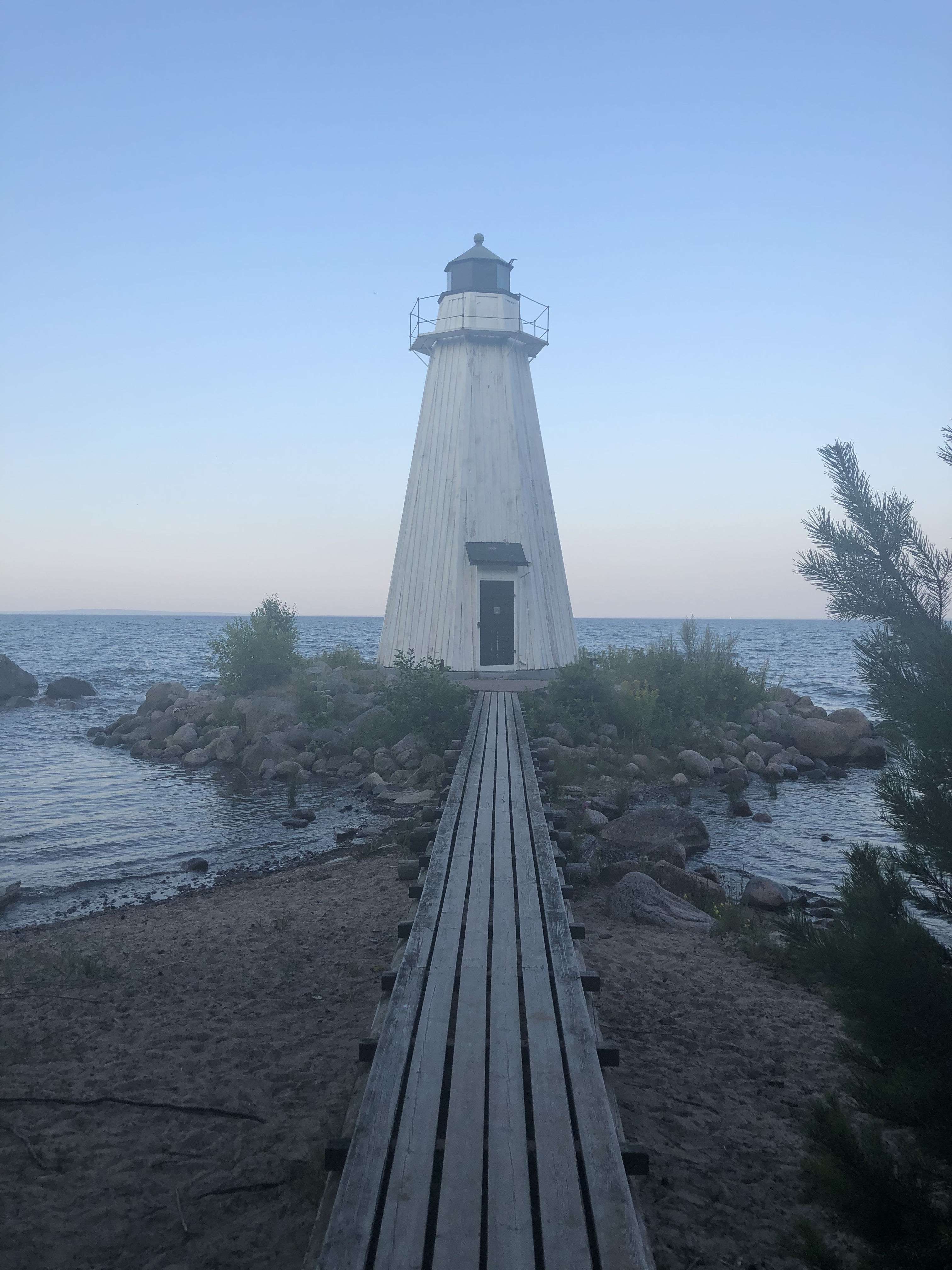
Vanäs fyr, een vuurtoren op de Vanäs-kaap in Karlsborg
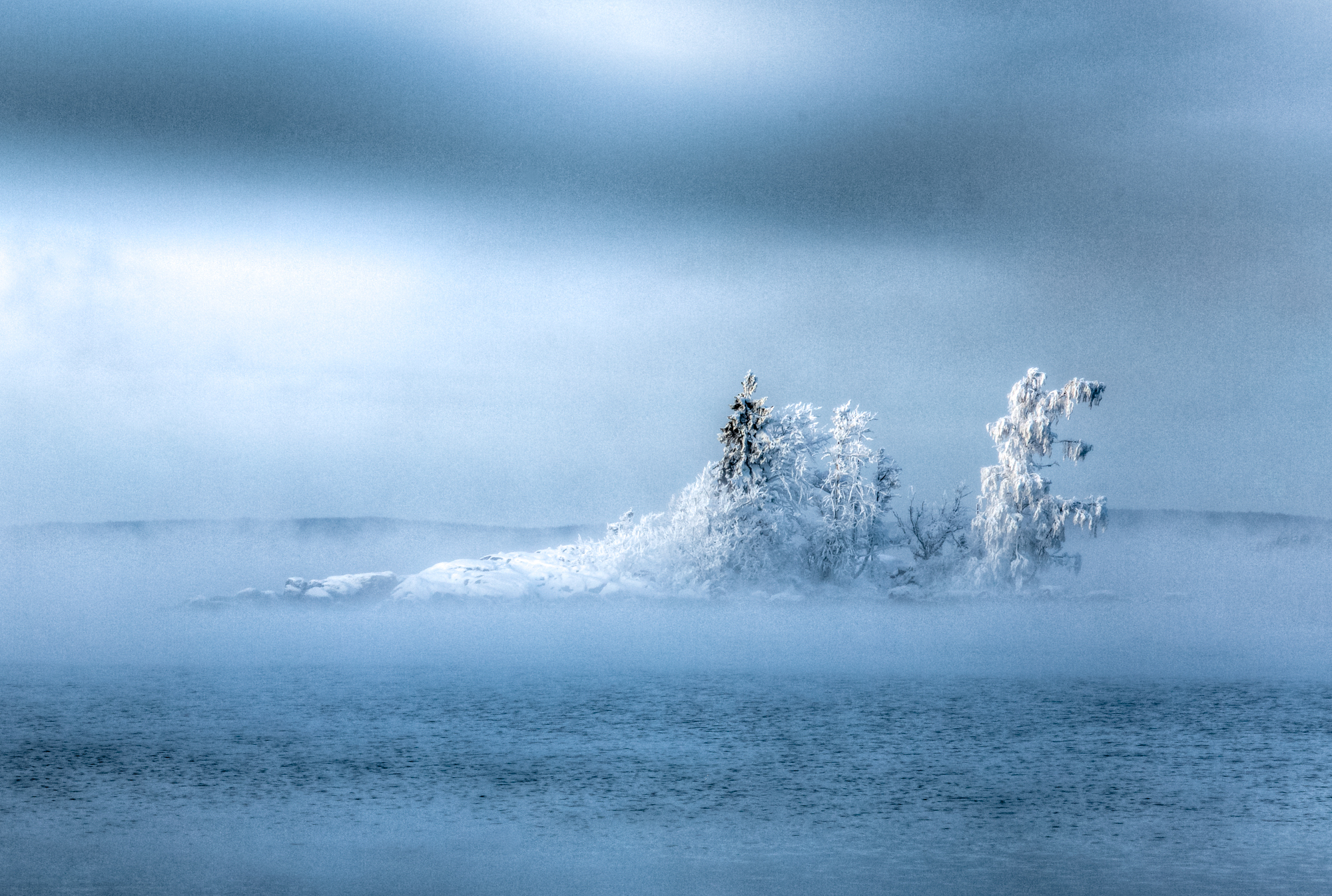
Een eiland in het meer in de winter